# Йончхон (місто)
Йончхо́н (кор. 영천시, 永川市, Yeongcheon-si) — місто в провінції Кьонсан-Пукто, Південна Корея.

## Історія
В історичну епоху Самхан на місці Йончхона розташовувався племінний союз Кольбольсогук. Пізніше цей племінний союз був завойований державою Сілла, яка організувала на цьому місці муніципальні утворення Чоряхва-гун и Садонхва-хьон, які в 757 році були об'єднані в повіт Імго-гун. В 925 році Імго був перейменований в Ковуль-бу, що розпався потім на Тодон-Хьон, Імчхон-Мьон та Іджі-Хьон.
В часи династії Корьо на місці Йончхона знаходився Сінньон-хьон, потім Йонджу-гун. Пізніше, в епоху Чосон в 1413 році Йончхон отримав свою сучасну назву. В 1522 році, після чергової адміністративної реформи, Йончхон отримав статус хьону, правда вже через одинадцять років він знову був підвищений у статусі до куна (інший варіант транскрипції — гун).
Статус міста був отриманий Йончхоном у 1981 році.

## Географія
Йончхон розташований за 350 кілометрів від Сеула в південно-східній частині провінції Кенсан-Пукто. Межує на сході з містами Кьонджу і Пхохан, на заході — з містами Кьонсан і Тегу, на півдні — з повітом Чхондо і на півночі — з повітом Кунві. Клімат мусонний, типовий для всього Корейського півострова.

## Туризм і пам'ятки
- Буддійські храми Инхеса і Коджоам часів династії Чосон, а також сучасний храм Манбульса, що є одним із центрів сучасного корейського буддизму (побудований в 1995 році).
- Водоспад на горі Чисан[4], один з найбільших у країні.
- Щорічний йончхонській фестиваль народної медицини[5].

## Символи
- Дерево: гінкго
- Квітка: троянда
- Пташка: голуб

## Міста-побратими
- Японія Куроїсі, Японія — з 1979
- Кайфен, Китай — з 2005